# Ich Troje
Ich Troje é uma banda pop polaca constituído por  : Michał Wiśniewski, Jacek Łągwa, Magdalena Pokora, Justyna Majkowska (2000-2003) e Ania Wiśniewska (2003-).

## Carreira
Ich Troje foi criada em 1996 pelo letrista Michal Wisniewski e pelo compositor  Jacek Łągwa. Wisniewski, o carismático cantor de cabelo ruivo que foi a pessoa mais popular nos negócios do show polaco durante vários anos.   O nome pode traduzir-se como  "Três deles".
A música do grupo é criticada pelos críticos de música. São extravagantes e originais, o que não influi na qualidade das suas canções. Wisniewski , de modo franco, defende -se que ele na realidade não consegue cantar (tem uma forte voz rouca. Desde 1980, que Ich Troje tem sido a banda polonesa mais popular. Nos últimos anos, deu mais de 300 concertos. Os seus concertos são grandes espetáculos que combinam o poder da música pop com o brio de um musical. Nas suas letras, falam do amor, traição, ruturas amorosas, numa atmosfera dramática. 
No dia 25 de janeiro de 2003, o público decidiu que seriam eles a representar a Polónia no Festival Eurovisão da Canção 2003. O líder do grupo,  Michał Wiśniewski, definiu o tema  "Keine Grenzen-Żadnych granic" como "a canção que unificaria a Europa", pois foi interpretada em três idiomas: polaco, alemão e russo, os três países que se haviam enfrentado em guerras. A canção terminou em sétimo lugar, a melhor classificação para a Polónia desde a sua estreia em 1994. Três anos mais tarde voltaram a participar no Festival Eurovisão da Canção 2006, com a canção  Follow my heart, onde se juntaram ao grupo de rap O-Jay, mas não conseguiram chegar à final, terminando em 11.º lugar, na semi-final. 

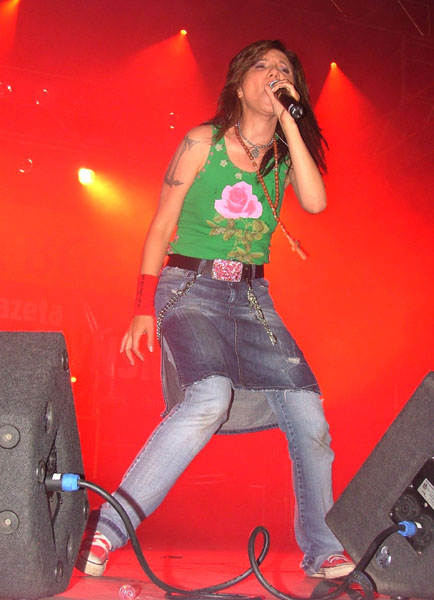
Magda Femme, membro da banda Ich Troje.

Ich Troje separam-se em 2003, uns meses depois da sua participação no Festival Eurovisão da Canção 2003. Michał Wiśniewski e Justyna Majkowska continuaram por caminhos diferentes. Mas voltaram à cena musical pouco tempo depois.

## Membros da banda
- Jacek Łągwa (criador e pianista)
- Michał Wiśniewski (criador e vocalista)
- Magda Femme de 1996 a 2000 e 2006
- Justyna Majkowska de 2000 a 2003 e 2006
- Anna Wiśniewska de 2003 à  atualidade

## Discografia
| Ano  | Álbum                      | Posição | Vendas          | Certificação  |
| ---- | -------------------------- | ------- | --------------- | ------------- |
| 1996 | Intro                      | #23     | 5,000 cópias    | -             |
| 1997 | ITI Cd.                    | #10     | 40,000 cópias   | Disco de ouro |
| 1999 | 3                          | #33     | 10. 000 cópias  | -             |
| 2001 | Ad. 4                      | #1      | 950. 000 cópias | Diamante      |
| 2002 | Po piąte... a niech gadają | #1      | 800,000 cópias  | Diamante      |
| 2004 | 6-ty ostatni przystanek    | #2      | 35. 000 cópias  | Ouro          |
| 2006 | 7 grzechów głównych        | -       | 138,600 copias  | Platino       |
| 2008 | Ósmy obcy pasażer          | -       | 138.600 cópias  | Platino       |
| 2017 | Pierwiastek z dziewięciu   |         |                 |               |
| 2022 | Projekt X                  |         |                 |               |